# System Informacji Miejskiej w Gdyni
System Informacji Miejskiej w Gdyni (System Identyfikacji Miejskiej) – system jednolitego oznakowania ulic, budynków i innych obiektów na terenie miasta Gdyni wprowadzany przez Zarząd Dróg i Zieleni w Gdyni od 2010 roku.
Wdrożono oznakowanie w dzielnicy Śródmieście, za budowę i utrzymanie SIM jest odpowiedzialny Samodzielny Referat Zieleni i Małej Architektury, jednostka Zarządu Dróg i Zieleni w Gdyni.

## Elementy systemu
Na gdyński SIM składają się następujące elementy:
- tabliczki z nazwami ulic i numerami budynków, tabliczki na budynkach zawierają numer budynku, nazwę ulicy, obszaru i kierunek wzrostu numeracji;
- kartusze z nazwami obiektów historycznych wraz z rysem historycznym lub opisem wydarzenia związanego z obiektem;
- mapy miasta bądź obszaru, zawierają lokalizację obiektów wyróżnionych w SIM, opisy i fotografie, ważne telefony i adresy;
- tabliczki kierunkowe do popularnych obiektów.

System ma nawiązywać kolorami do powojennego oznakowania ulic – tło białe, czerwone litery, cyfry i symbole. W strefie z zabytkami tablice adresowe są wypukłe. Tabliczki kierunkowe są w dwóch językach: polskim i angielskim. Kartusze dodatkowo mają informacje zapisane alfabetem Braille’a oraz piktogramy. Elementy systemu znajdują się na słupkach, elewacjach budynków oraz wolnostojących tablicach.